# Lucien-Paul Pouzargues
Lucien-Paul Pouzargues, né à Courbevoie le 29 septembre 1878 et mort à Thuit-Hébert le 15 février 1957, est un peintre et illustrateur français.

## Biographie
Élève de Léon Bonnat et de Luc-Olivier Merson, Pouzargues (dont le nom est parfois écrit par erreur « Pouzaygues ») commence à exposer au Salon des artistes français en 1900, puis régulièrement jusque dans les années 1920-1930. Devenu membre de la société du Salon en 1906, il obtient la médaille d'or en 1920 et le prix Jean-Jacques-Henner en 1936. Ses peintures à ses débuts représentent des paysages et des scènes de genre inspirés de la Normandie, mais aussi des portraits. Il expose également au Salon d'hiver et lors de l'Exposition internationale des arts et des techniques (1937).
Avant 1914, il produit des dessins pour Le Petit Français illustré.
Sa signature apparaît également au fil des numéros de L’Illustration, de 1920 à 1937, notamment dans la collection de romans, « La Petite Illustration ».
Parmi d'autres artistes, Louis Deglatigny lui commande une série de dessins sur la ville de Rouen, intitulée Rouen qui disparaît (1903).
Recevant des commandes du ministère des Armées, Pouzargues, mobilisé, marqué par la Première Guerre mondiale, a produit de grandes toiles représentant la vie dans les tranchées. L'une d'elles, La Relève (1938), est exposée dans le hall d'entrée de La Contemporaine depuis 2017. Par ailleurs, le musée de Soissons a fait l'acquisition en 2020, d'une toile intitulée Les tranchées : les hommes du capitaine Bettoli, Rivecourt (1917). Enfin, Vers l'oubli (1922) se trouve conservée au Mémorial de Verdun.

## Ouvrages illustrés
- Stella Blandy, D'une rive à l'autre, Armand Colin, 1904.
- Edmée Vesco, Les colons de l'île Morgan, A. Colin, 1907.
- Charles Chabault, Le Triomphe d'Aphrodite, Le Livre d'art, 1907.
- Albert Baratier, Épopée africaine, A. Fayard, 1912.
- Albert Baratier, Au Congo, souvenirs de la mission Marchand, de Loange à Brazzaville, A. Fayard, 1914.
- Alphonse de Lamartine, Nouvelles méditations poétiques,dessins gravés par C. Clément, A. Lemerre, 1926.
- Marie Gevers, La Comtesse des digues, La Petite Illustration, 1931.
- Maurice Renard, Le Professeur Krantz, La Petite Illustration, 1932.
- Marie Gevers, Madame Orpha, ou la Sérénade de mai, La Petite Illustration, 1933.
- Isabelle Sandy, Quand les loups ont faim, La Petite Illustration, 1936.
- Gaston Chérau, Séverin Dunastier, roman, La Petite Illustration, 1937.
- Lucie Delarue-Mardrus, Fleurette, La Petite Illustration, 1938.